# Hrženica
Hrženica is een plaats in de gemeente Sveti Đurđ in de Kroatische provincie Varaždin. De plaats telt 948 inwoners (2001).